# Еллім мак Конрах
Еллім мак Конрах (давньоірл. Elim mac Conrach) — верховний король Ірландії. Роки правління: 60 — 80 рр. н. е. (згідно з «Історією» Джеффрі Кітінга) або 56 — 76 рр. н. е. (згідно з «Хроніками Чотирьох Майстрів»).

## Прихід до влади
Згідно з легендою та історичними переказами він прийшов до влади в результаті заколоту і повстання проти попереднього верховного короля Ірландії — Фіаху Фіннолоха (ірл. — Fíachu Finnolach). Згадується, що у повстанні брало участь плем'я (туат) айхех (ірл. — aithech), що можливо просто означає іноземців, а можливо і конкретне плем'я іноземного походження, що поселились в Ірландії (на зразок крухьне — плем'я яке вважають піктського походження). В результаті повстання король та його оточення («благородні мужі Ірландії») були вбиті. Крім вагітної дружини короля Ейтне Імгель (Ехьне Імгель) (ірл. — Eithne Imgel), що втекла в Каледонію (нинішню Шотландію). Також повідомляється, що з нею втекла дружина короля Мунстера — Груібне (Грубьне) (ірл. — Gruibne) та дружина короля Улада (Ульстера) — Айне (Анє) (ірл. — Aine).
Літопис Lebor Gabála повідомляє, що Еллім мак Конрах був королем Уладу (Ульстера) і очолив змову регіональних васальних королів Ірландії проти верховного короля. Джеффрі Кітінг повідомляє, що повстання проти Фіаху Фіннолоха очолював Каїрбре Кіннхайт (Котяча Голова) (ірл. — Cairbre Cinnchait), а Еллім мак Конрах прийшов до влади як його наступник.

## Правління і смерть
Еллім мак Конрах правив протягом двадцяти років. Повідомляється, що в роки його правління були в Ірландії неврожаї, голод, пошесті як покарання богів за вбивство попереднього короля. Загинув в результаті повстання, яке очолив Туатал Техтмар — син скинутого верховного короля Фіаху Фіннолоха. Туатал Техтмар повернувся з Каледонії з військом і був підтриманий ірландськими повстанцями.